# Ppc64

ppc64是Linux、GCC和LLVM开源软件社区内常用的，指目标架构为64位PowerPC和Power Architecture处理器并对此优化的应用程序的标识符。
ppc64le是一个已经推出了纯小端模式，POWER8作为首要目标，OpenPower基金会基础的技术，试图使基于x86的Linux软件的移植工作以最小的工作量进行。
这两个标识符常见于开源软件编译时标识目标架构。

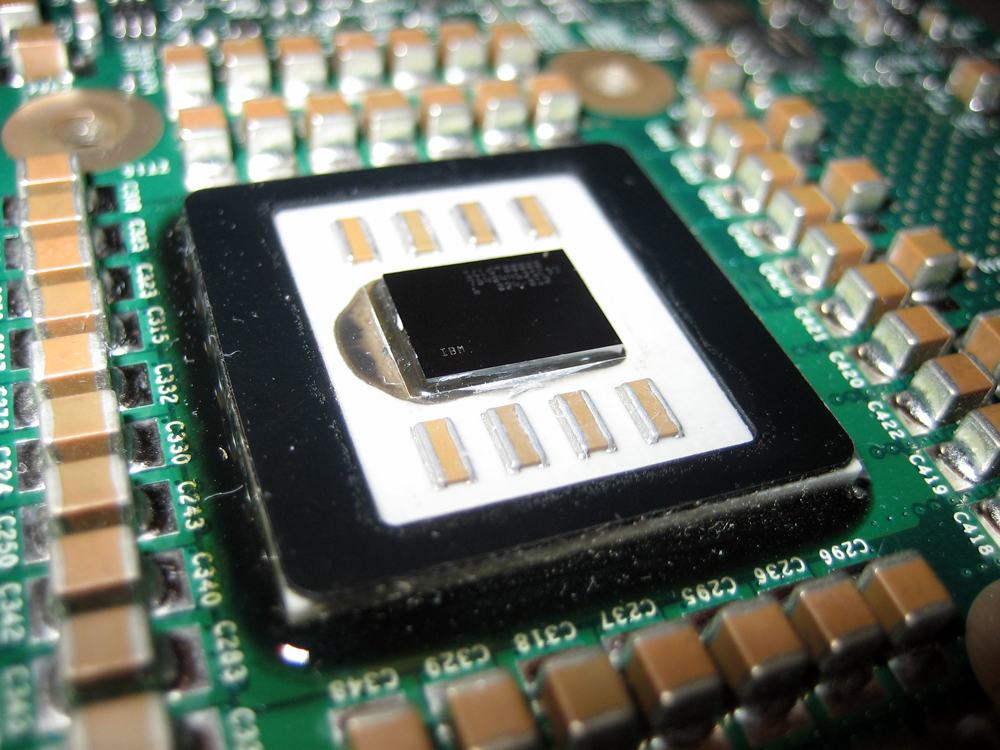
PowerPC 970在2003年发布，是为消费型电脑开发的第一款64位处理器之一，PowerMac G5在本例。

64位元Power和PowerPC处理器如下：
- PowerPC 620（英语：PowerPC 600#PowerPC 620）
- RS64（英语：RS64） Apache、RS64-II Northstar、RS64-III Pulsar/IStar和RS64-IV SStar
- POWER3（英语：POWER3）和POWER3-II
- POWER4（英语：POWER4）和POWER4+
- PowerPC 970（英语：PowerPC 970）、PowerPC 970FX、PowerPC 970MP和PowerPC 970GX
- POWER5和POWER5+
- 在Cell BE、PowerXCell 8i和Xenon中的PPE。
- PWRficient（英语：PWRficient）
- POWER6和POWER6+
- POWER7（英语：POWER7）和POWER7+
- 在蓝色基因计算芯片中使用的A2。
- PowerPC e5500（英语：PowerPC e5500）
- PowerPC e6500（英语：PowerPC e6500）
- POWER8（英语：POWER8）和CP1
- POWER9（英语：POWER9）
- POWER10

Motorola G5和PowerPC e700已停产。